# Memmert
Memmert egy német sziget az Északi-tengerben. A szárazulat 400 éve még nem létezett, 1950-ig csak Memmertsand (Memmert-homokpad) néven emlegették, de napjainkra a dűnéken már megjelent a növényzet is. Páratlanul gazdag madárvilága miatt az Alsó-Szász Watt-tenger Nemzeti Park egyik legjobban védett területe. Tavasztól őszig a szigetre lépni tilos, a téli időszakban pedig csak írásos engedély birtokában szabad rövid látogatásokat tenni.

## Földrajza
Memmert nem a Keleti Fríz-szigetek láncától délre, a szárazföld és Juist sziget között helyezkedik el. A szigetcsoport többi tagjától ellentétben a strandok nem a sziget északkeleti, hanem a délnyugati partszakaszokat foglalják el. Memmert legidősebb területe a nyugati part, ettől kelet felé haladva egyre fiatalodó homokterületekkel találkozunk. A nyugati dűnesort keletről sós víz járta terület övezi, amely fokozatosan wattba megy át. A sziget folyamatosan kelet felé vándorol. A vándorlás irama gyors, évente akár több métert is kitehet.

## Története
Nevének jelentése bizonytalan. Régi térképeken „de Meem” néven jelent meg. 
Először 1650-ben említették, ekkor még csak mint homokpadot, amelyet egy megszokott áradat már nem borít el és rajta néhol növényzet látszik. Az 1950-es évekig megszokásból Memmersandnak (Memmer-homokpadnak) hívták. A névadásból következik, hogy a helyiek nem pusztán homokpadként kezelték, hanem ármentes felszínként tartották számon. A sziget kutatása a 19. század végén kezdődött, az első kunyhót 1908-ban építették. Az első világháború idején egy partvédő üteget telepítettek a nyugati partra, ennek a maradványai ma már a sziget nyugati partjain kívül a tengerben láthatóak. A század eleje óta folyamatosan madármegfigyelő-állomás működik Memmerten. 1986-ban a legszigorúbb védelem alá helyezték, azóta a területre csak írásos engedély birtokában léphetnek idegenek.

## Természetvédelem
Memmertet már a 19. század végén megkísérelte védelem alá helyeztetni néhány elszánt természetvédő. Otto Leege, a közeli Juist sziget tanítója kezdeményezésére jött létre a sziget madárrezervátuma. Már 1906-ban tilos volt a nyári időszakban a szigetre való belépés. 1921 óta folyamatosan a természetvédelmi őrszolgálat, 1924-ben a német állam is természetvédelmi területnek ismerte el a területet. 

### Élővilág
Memmert – a kutatóállomás egyetlen dolgozójától eltekintve – lakatlan sziget. A zavartalanságot és a ragadozóktól való távolságát kihasználva számos madárfaj választotta költőhelyül a földdarabot. A madárvilág gazdagságának oka a sziget körül elterülő árapálysíkságon tenyésző apró rákok, kagylókés wattférgek páratlan sokasága. A kutatók a Memmertkörüli watt egyetlen négyzetméterén 4000 férget számláltak meg. A sziget 600 hektáros területéből 150 hektárt használnak a madarak költőhelyként. Összesen 40 madárfaj költ állandó jelleggel a szigeten. A legveszélyeztetettebbek közé tartozik a kis csér, a gulipán és a csigaforgató. Nagy költőkolóniákba tömörülnek a heringsirályok, az ezüstsirályok, a kárókatonák és a pehelyrécék. 1996-ban költöttek először Memmerten a kanalasgémek, a sziget egyike a fej kevés németországi költőhelyének. A nyulak elhagyott üregeiben bütykös ásólúd az fészkel. A nagyobb ragadozómadarak közé tartozik a réti fülesbagoly és a vörös vércse. Dagály idején 80 000 madár gyűlik össze pihenni Memmert szárazulatán. Nem csak a költőmadarak, de az átvonulók száma is nagy.

### Memmerti remeték
Memmert a 19. század végén a „sportvadászok” és a tojásgyűjtők egyik kedvenc helyévé vált. A Német Madárvédelmi Egyesület (Deutschen Vereins zum Schutze der Vogelwelt) kezdeményezésére a porosz mezőgazdasági miniszter Memmertet madárrezervátummá minősítette. Az egyesület egy madármegfigyelőt küldött a szigetre, aki 1908-tól kezdve a nyári időszakban, 1921-től kezdve pedig állandó jelleggel a szigeten tartózkodott. Az első madármegfigyelő ifjabb Otto Leege volt, aki 1946-os haláláig élt Memmerten. Munkáját felesége, Therese Leege folytatta.
Therese Leege 1956-ban távozott a szigetről, a madárvédelmi feladatokat lányának férje, Gerhard Pundt vitte tovább egészen 1973-ig. Gerhard magányosan dolgozott a sziget partjának védelmén, a homok mozgását megakadályozó vesszőfonatokkal erősítette meg a strandot. Munkája azonban nem járt eredménnyel, a sziget területe csökkent.

1973 -ban érkezett Memmertre Reiner Schopf, aki 30 évig dolgozott magányosan a szigeten. Jelentős érdemei vannak abban, hogy sikerült Memmertet a vadászok, tojásgyűjtögető turisták és vízisportot űzők háborgatásától megóvni. Reiner Schopf 2003-ban hagyta el Memmertet, jelenleg Enno Janssen dolgozik a szigeten. A kutatómunka mellett a turisták és vadászok távol tartása, illetve a szemét összegyűjtése is a feladatai közé tartozik.

## Fordítás
- Ez a szócikk részben vagy egészben a Memmert című német Wikipédia-szócikk ezen változatának fordításán alapul.  Az eredeti cikk szerkesztőit annak laptörténete sorolja fel. Ez a jelzés csupán a megfogalmazás eredetét és a szerzői jogokat jelzi, nem szolgál a cikkben szereplő információk forrásmegjelöléseként.

## Külső hivatkozások
- Die Vogelinsel Memmert, das letzte Abenteuer in Deutschland (németül)